# Graptartia
Graptartia là một chi nhện trong họ Corinnidae.

## Các loài
- Graptartia granulosa Simon, 1896
- Graptartia mutillica Haddad, 2004
- Graptartia scabra (Simon, 1878)
- Graptartia tropicalis Haddad, 2004